# How Big, How Blue, How Beautiful
How Big, How Blue, How Beautiful là album phòng thu thứ ba của ban nhạc indie rock người Anh Florence and the Machine. Album phát hành vào ngày 29 tháng 5 năm 2015 tại Đức và vào ngày 1 tháng 6 năm 2015 tại Vương quốc Anh thông qua hãng đĩa Island Records. Đây là album chủ đề và cũng là album phòng thu đầu tiên của ban nhạc trong ba năm rưỡi và được sản xuất bởi Markus Dravs. Paul Epworth thực hiện sản xuất cho bài hát khép lại album, "Mother".

## Bối cảnh sản xuất
Năm 2011, ban nhạc phát hành album thứ hai, Ceremonials, đạt vị trí quán quân trên bảng xếp hạng UK Albums Chart và vị trí thứ 6 trên bảng xếp hạng US Billboard 200. Album có bao gồm bài hát "Spectrum (Say My Name)" được phối khí lại bởi nhạc sĩ người Scotland Calvin Harris. Bài hát đã trở thành ca khúc quán quân đầu tiên của ban nhạc ở thị trường Vương quốc Anh.
Vào giữa năm 2012, công ty Universal Republic Records thông báo chấm dứt hoạt động, chuyển giao toàn bộ nghệ sĩ bao gồm cả Florence and the Machine sang hãng Republic Records, phục hồi lại nhãn hiệu. Cuối tháng 8 năm 2012, ca sĩ chính của nhóm Florence Welch kể với tạp chí Style rằng cô đã lên kế hoạch cho một sự tạm nghỉ trong vòng 12 tháng trước khi bắt đầu quá trình làm việc cho album phòng thu tiếp theo của ban nhac. Cô nói: "Đã có một hoạch định lớn cho một năm trời nghỉ ngơi. Công ty thu âm không gây sức ép cho tôi về album tiếp theo. Họ nói rằng tôi có thể nghỉ ngơi bao lâu tùy thích"
Trong một cuộc phỏng vấn với Zane Lowe, Welch nói rằng trong suốt một năm nghỉ ngơi, "một chút ưu phiền đã được giải tỏa," và quãng thời gian đó có chút lộn xộn. "Tôi vẫn ra ngoài, vẫn đến các buổi tiệc tối nhưng có gì đó không ổn, tôi đã hơi rối loạn. Tôi đã không làm bản thân mình vui vẻ. Tôi không ổn định." Cô nói thêm, "Quãng thời gian chúng tôi bắt đầu thực hiện ghi âm thực sự rất dễ gây tổn thương cho tôi, vì đó là bản thu âm mang tính cá nhân nhất mà tôi từng thực hiện."

## Sáng tác
Về chủ đề của album, Welch nói trong một thông cáo báo chí, "Tôi đoán rằng mặc dù tôi luôn hướng vào ảo tưởng và những ẩn ý khi viết bài hát, nhưng điều đó có nghĩa rằng những bài hát lần này sẽ liên quan nhiều hơn đến thực tại. Ceremonials đã quá tập trung vào sự chết chóc và nước, cũng như sự siêu thoát khỏi cái chết, nhưng album mới sẽ là về việc cố gắng học cách sống, và học làm thế nào để yêu thương trong thế giới này, thay vì phải trốn chạy khỏi nó. Điều này khiến tôi lo lắng vì dù không hề trốn tránh sau bất cứ điều gì, nhưng tôi lại có cảm giác rằng cần phải làm điều gì đó."
Welch cũng kể với Zane Lowe rằng nhà sản xuất Marcus Dravs không cho phép cô viết thêm bất cứ một bài hát nào có chủ đề liên quan đến nước; tuy vậy, cô vẫn đưa bài "Ship to Wreck" vào bản thu âm.

## Thu âm
Ngày 4 tháng 6 năm 2014, Welch kể với tạp chí NME rằng album phòng thu thứ ba của nhóm vẫn đang trong quá trình sản xuất. Chất liệu cho album được viết và thu âm trong suốt năm 2014. Welch nói rằng cô muốn làm việc cùng với Markus Dravs trong album, vì ông đã sản xuất cho album Homogenic (1997) của Björk, một album mà Welch cảm thấy vô cùng quan trọng với cô. "Tôi cảm nhận rằng ông ấy có sự hòa hợp giữa sự sống và khả năng vận hành điện tử, quản lý được cả hai thế giới này. Và, bạn biết đấy, ông ấy giỏi trong việc làm ra những âm thanh lớn. Và tôi lại thích những âm thanh lớn. Ông ấy làm việc tốt với những chiêc kèn trumpet, và tôi biết rằng tôi cần một phần dành riêng cho tiếng của đồng thau trong bản thu âm này," cô nói trong thông cáo báo chí.
"Với Markus, tôi muốn làm một thứ gì đó vừa hùng mạnh mà lại dịu nhẹ, một thứ vừa ấm áp mà đầy hứng khởi. Tôi nghĩ rằng đó là lý do để chúng tôi quay lại với những nhạc cụ sống. Với thứ mà ban nhạc làm chủ nhất," cô nói thêm. Bài hát cuối cùng của album, "Mother", được đồng sản xuất bởi Dravs và Paul Epworth.
Sự sắp xếp các âm thanh của đồng trong album được thực hiện bởi Will Gregory, thành viên của nhóm nhạc điện tử người Anh Goldfrapp. Điều này hiện lên đậm nét trong bài hát chủ đề, "How Big, How Blue, How Beautiful". "Tiếng kèn ở cuối bài hát đó —cũng chính là những cảm nhận của tôi về tình yêu: một khoảng đầy ắp tiếng đồng ngân vang mãi mãi và hòa vào không gian. Và nó sẽ cuốn bạn theo. Nơi đó, bạn ở vị trí rất cao. Và đó cũng là những gì về âm nhạc trong tâm cảm tôi . Bạn chỉ muốn nó tuôn trào mãi mãi, và đây là cảm giác tuyệt với nhất", Welch nói.

## Quảng bá
Vào ngày 10 tháng 2 năm 2015, Florence and the Machine ra mắt một video âm nhạc có chứa một phần của bài hát chủ đề, "How Big, How Blue, How Beautiful". Cảnh chủ đạo trong video là Welch đang nhảy múa với một người giống y hệt cô. Video này được đạo diễn bởi Tabitha Denholm và Vincent Haycock, trở thành hoạt động quảng bá cho album.
Ngày 9 tháng 5 năm 2015, Florence and the Machine trở thành khách mời âm nhạc trong chương trình Saturday Night Live.
Ban nhạc đã xác nhận sẽ tham gia một số lễ hội âm nhạc lớn ở châu Âu trong mùa hè 2015. Trong số đó có bao gồm Way Out West ở Thụy Điển, Super Bock Super Rock ở Bồ Đào Nha và Rock Werchter ở Bỉ, cùng một số nhạc hội khác
Vào ngày 9 tháng 9 năm 2015, nhóm nhạc sẽ bắt đầu chuyến lưu diễn How Big Tour tại Belfast, trong đó họ sẽ thể hiện một số bài hát trong các album của cô. Danh sách bài hát cho đêm lưu diễn vẫn chưa được công bố.

### Các đĩa đơn
"What Kind of Man" được phát hành thành đĩa đơn mở đường cho album hai ngày kế tiếp. Bài hát ra mắ trên kênh BBC Radio 1 vào lúc 7 rưỡi tối ngày 12 tháng 2 năm 2015 (giờ địa phương), cùng với thông báo về ngày phát hành, tựa đề và danh sách bài hát của album. Video âm nhạc được đạo diễn bởi Vincent Haycock và biên đạo bởi Ryan Heffington, ra mắt trực tuyến không lâu sau đó, cùng với thông báo đặt trước cho album. Vào ngày 18 tháng 4 năm 2015, bài hát được phát hành dưới định dạng đĩa vinyl Record Store Day 12'', với ca khúc "As Far as I Could Get" đính kèm ở mặt B.
"St. Jude" được phát hành thành đĩa đơn quảng bá cho album vào ngày 23 tháng 3 năm 2015. Cùng ngày, một video âm nhạc đi kèm với bài hát được ra mắt. Là một sự tiếp nối cho video của "What Kind of Man", video này cũng được đạo diễn bởi Haycock và biên đạo bởi Heffington. Video là cảnh Florence Welch "đang du ngoạn giữa các phiên bản ca khúc Divine Comedy  của ban nhạc."
"Ship to Wreck" được phát hành thành đĩa đơn thứ hai vào ngày 8 tháng 4 năm 2015. Một lần nữa, video cho ca khúc được đạo diễn bởi Haycock, biên đạo bởi Heffington. Video ghi hình ở nhà riêng của Welch, ra mắt vào ngày 13 tháng 4.
"Delilah" được phát hành thành một đĩa đơn quảng bá khác vào ngày 19 tháng 5 năm 2015. Ca khúc ra mắt, trở thành bản thu âm "nóng" nhất trong chương trình của Annie Mac trên kênh BBC Radio 1.
Một video gồm 2 bài hát "Queen of Peace" và "Long & Lost" ra mắt vào ngày 27 tháng 7 năm 2015. Tuy nhiên, chưa có thông báo về việc các bài hát này có được phát hành thành đĩa đơn hay không.

## Đánh giá chuyên môn
| Đánh giá chuyên môn | Đánh giá chuyên môn |
| Điểm trung bình     | Điểm trung bình     |
| Nguồn               | Đánh giá            |
| ------------------- | ------------------- |
| Metacritic          | 76/100              |
| Nguồn đánh giá      |                     |
| Nguồn               | Đánh giá            |
| AllMusic            | [ 27 ]              |
| Billboard           | [ 28 ]              |
| The Daily Telegraph | [ 29 ]              |
| Digital Spy         | [ 30 ]              |
| The Guardian        | [ 31 ]              |
| New York Daily News | [ 32 ]              |
| NME                 | 8/10                |
| Pitchfork Media     | 7.6/10              |
| Q                   | [ 26 ]              |
| Rolling Stone       | [ 35 ]              |

How Big, How Blue, How Beautiful nhận được nhiều đánh giá tích cực từ các nhà phê bình âm nhạc. Trên Metacritic, album nhận được điểm trung bình 76 trên thang điểm 100, dựa trên 28 bài đánh giá, với nhận xét "được đa số đánh giá yêu thích".

## Diễn biến thương mại
Trong tuần đầu phát hành, How Big, How Blue, How Beautiful đạt vị trí quán quân trên bảng xếp hạng của 8 quốc gia: Vương quốc Anh, Hoa Kì, Canada, Ireland, Thụy Sĩ, Phần Lan, Úc và New Zealand. Album cũng nằm trong top 10 của hơn 10 quốc gia khác.
Đây là album đầu tiên của ban nhạc vươn tới vị trí quán quân của bảng xếp hạng US Billboard 200 với doanh số đạt 137.000 bản (với 128.000 bản là album thực). Tại thị trường Canada, album bán ra 19.000 bản trong tuần đầu, qua đó ra mắt ở ngôi vị quán quân. Tại Anh, doanh số của album ngót nghét 70.000 bản, và album cũng quán quân bảng xếp hạng UK Albums Chart.

## Danh sách và thứ tự các bài hát
| How Big, How Blue, How Beautiful —Phiên bản chuẩn | How Big, How Blue, How Beautiful —Phiên bản chuẩn | How Big, How Blue, How Beautiful —Phiên bản chuẩn | How Big, How Blue, How Beautiful —Phiên bản chuẩn | How Big, How Blue, How Beautiful —Phiên bản chuẩn |
| STT                                               | Nhan đề                                           | Sáng tác                                          | Sản xuất                                          | Thời lượng                                        |
| ------------------------------------------------- | ------------------------------------------------- | ------------------------------------------------- | ------------------------------------------------- | ------------------------------------------------- |
| 1.                                                | "Ship to Wreck"                                   | Florence Welch Tom Hull                           | Markus Dravs Kid Harpoon                          | 3:54                                              |
| 2.                                                | "What Kind of Man"                                | Welch Harpoon John Hill                           | Dravs John Hill [a]                               | 3:36                                              |
| 3.                                                | "How Big, How Blue, How Beautiful"                | Welch Isabella Summers                            | Dravs                                             | 5:34                                              |
| 4.                                                | "Queen of Peace"                                  | Welch Markus Dravs                                | Dravs                                             | 5:07                                              |
| 5.                                                | "Various Storms & Saints"                         | Welch Dravs                                       | Dravs                                             | 4:09                                              |
| 6.                                                | "Delilah"                                         | Welch Summers                                     | Dravs                                             | 4:53                                              |
| 7.                                                | "Long & Lost"                                     | Welch Ester Dean                                  | Dravs                                             | 3:15                                              |
| 8.                                                | "Caught"                                          | Welch James Ford                                  | Dravs                                             | 4:24                                              |
| 9.                                                | "Third Eye"                                       | Welch                                             | Dravs                                             | 4:20                                              |
| 10.                                               | "St. Jude"                                        | Welch Ford                                        | Dravs                                             | 3:45                                              |
| 11.                                               | "Mother"                                          | Welch Paul Epworth                                | Paul Epworth                                      | 5:49                                              |

| How Big, How Blue, How Beautiful —Bài hát thêm cho box set phát hành ở định dạng vinyl | How Big, How Blue, How Beautiful —Bài hát thêm cho box set phát hành ở định dạng vinyl | How Big, How Blue, How Beautiful —Bài hát thêm cho box set phát hành ở định dạng vinyl | How Big, How Blue, How Beautiful —Bài hát thêm cho box set phát hành ở định dạng vinyl |
| STT                                                                                    | Nhan đề                                                                                | Sáng tác                                                                               | Thời lượng                                                                             |
| -------------------------------------------------------------------------------------- | -------------------------------------------------------------------------------------- | -------------------------------------------------------------------------------------- | -------------------------------------------------------------------------------------- |
| 12.                                                                                    | "As Far as I Could Get"                                                                | Welch Ford                                                                             | 4:06                                                                                   |

| How Big, How Blue, How Beautiful —Bài hát thêm cho phiên bản cao cấp | How Big, How Blue, How Beautiful —Bài hát thêm cho phiên bản cao cấp | How Big, How Blue, How Beautiful —Bài hát thêm cho phiên bản cao cấp | How Big, How Blue, How Beautiful —Bài hát thêm cho phiên bản cao cấp | How Big, How Blue, How Beautiful —Bài hát thêm cho phiên bản cao cấp |
| STT                                                                  | Nhan đề                                                              | Sáng tác                                                             | Sản xuất                                                             | Thời lượng                                                           |
| -------------------------------------------------------------------- | -------------------------------------------------------------------- | -------------------------------------------------------------------- | -------------------------------------------------------------------- | -------------------------------------------------------------------- |
| 12.                                                                  | "Hiding"                                                             | Welch Ford                                                           | James Ford                                                           | 3:52                                                                 |
| 13.                                                                  | "Make Up Your Mind"                                                  | Welch Harpoon                                                        | Charlie Hugall Kid Harpoon [a]                                       | 4:01                                                                 |
| 14.                                                                  | "Which Witch" (Demo)                                                 | Welch Summers                                                        | Isabella "Machine" Summers                                           | 4:19                                                                 |
| 15.                                                                  | "Third Eye" (Demo)                                                   | Welch                                                                | Brett Shaw                                                           | 4:15                                                                 |
| 16.                                                                  | "How Big, How Blue, How Beautiful" (Demo)                            | Welch Summers                                                        | Summers                                                              | 4:32                                                                 |

| How Big, How Blue, How Beautiful —Bài hát thêm cho phiên bản phát hành độc quyền trên Target | How Big, How Blue, How Beautiful —Bài hát thêm cho phiên bản phát hành độc quyền trên Target | How Big, How Blue, How Beautiful —Bài hát thêm cho phiên bản phát hành độc quyền trên Target | How Big, How Blue, How Beautiful —Bài hát thêm cho phiên bản phát hành độc quyền trên Target |
| STT                                                                                          | Nhan đề                                                                                      | Sáng tác                                                                                     | Thời lượng                                                                                   |
| -------------------------------------------------------------------------------------------- | -------------------------------------------------------------------------------------------- | -------------------------------------------------------------------------------------------- | -------------------------------------------------------------------------------------------- |
| 17.                                                                                          | "Pure Feeling"                                                                               | Welch Ford                                                                                   | 4:08                                                                                         |
| 18.                                                                                          | "Conductor"                                                                                  | Welch Dan Wilson                                                                             | 4:52                                                                                         |

Ghi chú
- ^[a]  chỉ người đồng sản xuất

## Những người thực hiện
Ghi lại theo chú thích trên bìa của How Big, How Blue, How Beautiful.
| Florence and the Machine - Florence Welch – hát chính, hát đệm - Isabella Summers – piano, đàn dây, synthesizerb, celesta, hát đệm - Robert Ackroyd – ghi-ta - Christopher Lloyd Hayden – trống, giả âm thanh nhạc cụ, hát đệm - Tom Monger – harp, trống ghi-ta - Mark Saunders – trống ghi-ta, giả âm thanh nhạc cụ, trống, hát đệm | Thực hiện kĩ thuật - Markus Dravs – sản xuất - Paul Epworth – sản xuất (bài số 11) - Will Gregory – sắp xếp tiếng kèn |

Ghi chú
- b: một loại nhạc cụ điện tử, được điều khiển bởi bàn phím, có khả năng sản xuất ra nhiều loại âm thanh rộng bằng việc tạo và tổng hợp các tín hiệu âm thanh từ nhiều tần số khác nhau.

## Xếp hạng và chứng nhận
| Bảng xếp hạng (2015)                              | Vị trí cao nhất |
| ------------------------------------------------- | --------------- |
| Album Úc (ARIA)                                   | 1               |
| Album Áo (Ö3 Austria)                             | 2               |
| Album Bỉ (Ultratop Vlaanderen)                    | 3               |
| Album Bỉ (Ultratop Wallonie)                      | 7               |
| Album Canada (Billboard)                          | 1               |
| Album Đan Mạch (Hitlisten)                        | 3               |
| Album Hà Lan (Album Top 100)                      | 3               |
| Album Phần Lan (Suomen virallinen lista)          | 9               |
| Album Pháp (SNEP)                                 | 13              |
| Album Đức (Offizielle Top 100)                    | 3               |
| Album Hy Lạp (IFPI)                               | 7               |
| Album Hungaria (MAHASZ)                           | 11              |
| Album Ireland (IRMA)                              | 1               |
| Album Ý (FIMI)                                    | 7               |
| Album Hàn Quốc Quốc tế (Circle) Phiên bản cao cấp | 6               |
| Album New Zealand (RMNZ)                          | 1               |
| Album Na Uy (VG-lista)                            | 2               |
| Album Ba Lan (ZPAV)                               | 1               |
| Album Bồ Đào Nha (AFP)                            | 5               |
| Album Scotland (OCC)                              | 1               |
| Album Tây Ban Nha (PROMUSICAE)                    | 4               |
| Album Thụy Điển (Sverigetopplistan)               | 6               |
| Album Thụy Sĩ (Schweizer Hitparade)               | 1               |
| Album Anh Quốc (OCC)                              | 1               |
| Album Hoa Kỳ Billboard 200                        | 1               |
| US Rock Albums                                    | 1               |
| US Alternative Albums                             | 1               |
| US Tastemaker Albums                              | 1               |

| Quốc gia                                                                           | Chứng nhận | Số đơn vị/doanh số chứng nhận |
| ---------------------------------------------------------------------------------- | ---------- | ----------------------------- |
| Úc (ARIA)                                                                          | Vàng       | 35.000^                       |
| Ba Lan (ZPAV)                                                                      | Vàng       | 10.000‡                       |
| Anh Quốc (BPI)                                                                     | Vàng       | 100,000*                      |
| * Chứng nhận dựa theo doanh số tiêu thụ. ^ Chứng nhận dựa theo doanh số nhập hàng. |            |                               |

## Lịch sử phát hành
| Quốc gia       | Ngày phát hành      | Định dạng          | Phiên bản     | Nhãn hiệu       |
| -------------- | ------------------- | ------------------ | ------------- | --------------- |
| Đức            | 29 tháng 5 năm 2015 | CD Tải kĩ thuật số | Chuẩn Cao cấp | Universal Music |
| Vương quốc Anh | 1 tháng 6 năm 2015  | CD Tải kĩ thuật số | Chuẩn Cao cấp | Island          |
| Hoa Kỳ         | 2 tháng 6 năm 2015  | CD Tải kĩ thuật số | Chuẩn Cao cấp | Island          |